# William Neville, 1. Earl of Kent

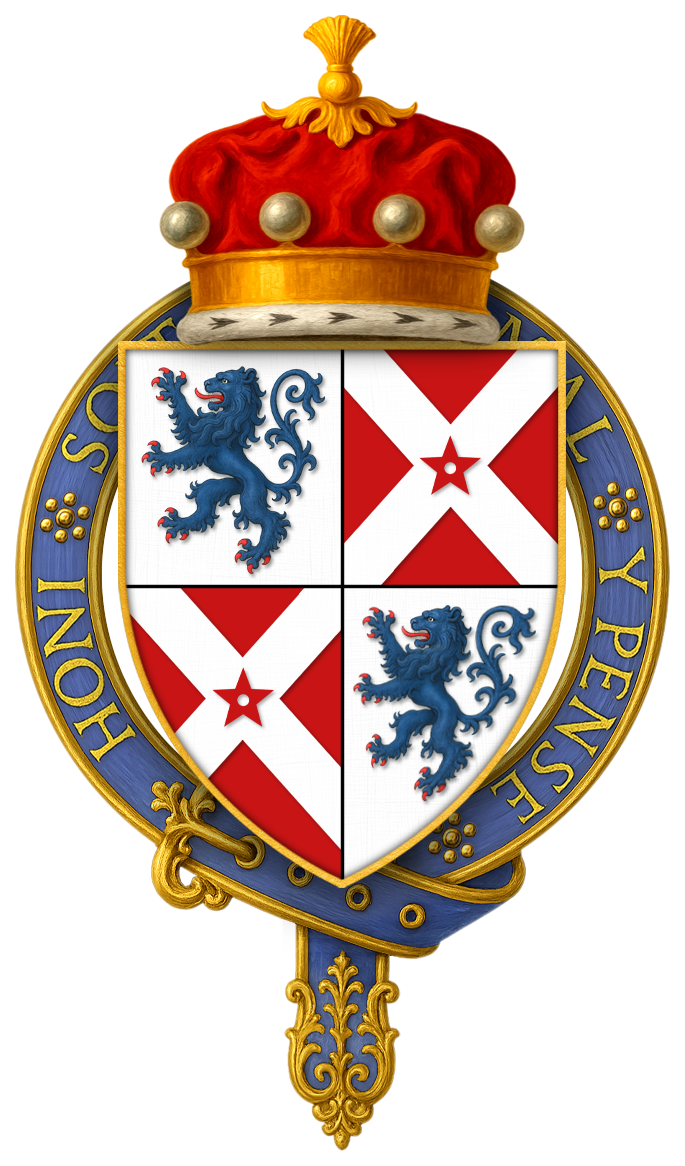
Wappen des William Neville als 6. Baron Fauconberg und Ritter des Hosenbandordens, 1440

William Neville, 1. Earl of Kent KG (* um 1405; † 9. Januar 1463 in Pontelarge, Normandie) war ein englischer Peer und Politiker.

## Leben
William Neville war der achte Sohn von Ralph Neville, 1. Earl of Westmorland, und Lady Joan Beaufort. Da seine Mutter eine Tochter von John of Gaunt, 1. Duke of Lancaster, war, war er ein Urenkel König Eduards III. und Neffe König Heinrichs IV. Da seine Mutter einer morganatischen Ehe entstammte, war er selbst von der Thronfolge ausgeschlossen.
Er heiratete früh, am 22. April 1422, Joan de Fauconberg, eine Erbtochter des Thomas de Fauconberg, 5. Baron Fauconberg. Am 19. Mai 1426 wurde er vom jungen König Heinrich VI. zum Knight of the Bath geschlagen. Mit Writ of Summons vom 3. August 1429 wurde er aus dem Recht seiner Gattin (iure uxoris) als 6. Baron Fauconberg ins House of Lords berufen. Er kämpfte im Hundertjährigen Krieg und nahm an der Belagerung von Orléans (1428–1429) teil. 1440 nahm ihn Heinrich VI. in den Hosenbandorden und 1451 in den Kronrat (Privy Council) auf. 1458 war er Kommandeur der königlichen Flotte, 1460 Gouverneur von Calais.
Während der Rosenkriege stand er zunächst auf Seiten seines Neffen zweiten Grades, Heinrich VI. vom Haus Lancaster und nahm auf dessen Seite 1455 an der Ersten Schlacht von St Albans teil. Später wechselte er die Seiten und kämpfte 1460 in der Schlacht von Northampton und 1461 in der Schlacht von Towton auf Seiten seines Neffen dritten Grades, Eduard IV. vom Haus York. Dieser erhob ihn am 30. Juni 1461 zum Earl of Kent, nahm ihn in seinen Kronrat auf und verlieh ihm am 1. November 1461 das Amt des Lord Steward of the Household sowie am 30. Juli 1462 das des Lord Admiral of England.
Neville starb bereits kurz darauf, am 9. Januar 1463, in der Normandie und wurde im Kloster von Guisborough in North Yorkshire bestattet.

## Nachkommen
Au seiner Ehe mit Joan de Fauconberg hatte er drei Töchter:
- Lady Alice Neville ⚭ John Conyers († 1470), Herr von Hornby Castle, Eltern des 1. Baron Conyers;
- Lady Elizabeth Neville ⚭ Sir Richard Strangways († 1488);
- Lady Joan Neville ⚭ Edward Bechom.

Da er keine legitimen männlichen Erben hinterließ, erlosch die Earlswürde mit seinem Tod, während die Baronie Fauconberg beim Tod seiner Gattin 1490 in Abeyance zwischen seinen drei Töchtern fiel.